# Haifa Center for German and European Studies
Das Haifa Center for German and European Studies (HCGES) bzw. „Zentrum für Deutsche und Europäische Studien“ ist ein Gemeinschaftsprojekt der Universität Haifa und des Deutschen Akademischen Austauschdienstes (DAAD).

## Ziele und Aufgaben
Ziel des 2007 gegründeten Zentrums ist es, Studierenden, Wissenschaftlern sowie einer breiten Öffentlichkeit ein modernes Deutschlandbild zu vermitteln.
Forschung und Lehre mit Deutschlandbezug sollen an der Universität Haifa intensiviert und unterstützt werden. Der Schwerpunkt der Aktivitäten liegt auf den sozialen, politischen, juristischen, wirtschaftlichen und kulturellen Entwicklungen und Tendenzen in Deutschland seit 1945.
Das Zentrum ist in die Forschungsabteilung der Universität Haifa eingegliedert und arbeitet interdisziplinär zusammen mit den geistes-, sozial- und rechtswissenschaftlichen Fakultäten der Universität. Darüber hinaus unterstützt das Zentrum die Aktivitäten anderer Fakultäten und Abteilungen an der Universität Haifa, sofern sie die gleiche Ausrichtung haben.

## Forschung
Das HCGES unterstützt aktiv Forschung und Forschungsvorhaben auf verschiedenen Fachgebieten der Deutschen Studien. So vergibt das Zentrum Stipendien an Studierende (MA oder Doktoranden), die sich in ihren Arbeiten mit entsprechend relevanten Themen zum modernen Deutschland befassen. Derzeitige Forschungsschwerpunkte reichen von Themen wie Migration und Integration von Zuwanderern über die deutsche Bildungspolitik bis zu Jugend und Gewalt.

## Lehre
Das Haifa Center for German and European Studies (HCGES) bündelt die an der Universität Haifa stattfindenden Lehraktivitäten mit Deutschlandbezug. Seit Oktober 2009 bietet das Zentrum einen MA Studiengang für Deutsche und Europäische Studien an.

## Öffentlichkeitsarbeit
Ziel des Haifa Center for German and European Studies (HCGES) ist es, der israelischen Öffentlichkeit das heutige Deutschland näherzubringen. Durch öffentliche Veranstaltungen unterschiedlichster Art, wie z. B. Lesungen, Workshops, Podiumsdiskussionen, Seminare und Konferenzen. Bisherige Veranstaltungen beschäftigten sich mit Fragen nach deutscher Identität und Patriotismus, mit Multikulturalismus, mit den Nachwirkungen der 68er-Generation, und den Entwicklungen nach dem Mauerfall im Jahre 1989 sowie der Erinnerungskultur in Deutschland in Bezug auf den Zweiten Weltkrieg und den Holocaust.